# Alejandro Carrillo Castro
Alejandro Carrillo Castro (Ciudad de México, 20 de octubre de 1941) es un abogado, profesor, escritor, diplomático y político mexicano. Se ha desempeñado como director general del Instituto de Seguridad y Servicios Sociales de los Trabajadores del Estado, presidente del Consejo Directivo del Instituto Nacional de Administración Pública (INAP), cónsul general de México en Chicago y representante permanente de México ante la Organización de Estados Americanos.  Es hijo de Alejandro Carrillo Marcor, gobernador de Sonora de 1975 a 1979. Es miembro del Partido Revolucionario Institucional.

## Biografía
A los 19 años viajó por Europa, Asia y el Norte de África, acompañando a su padre quien era embajador de México en Egipto, cuando este país, conjuntamente con Siria, formaba parte de la República Árabe Unida. En 1960 hizo estudios de francés en París. En 1965 obtuvo el título de licenciado en derecho en la Facultad de Derecho de la UNAM y trabajó como abogado en la Dirección General de Asuntos Jurídicos de la Secretaría de la Presidencia. Formó parte de la Comisión de Administración Pública (CAP), y en 1967 estudió un diplomado en administración para el desarrollo en el curso latinoamericano, organizado por la OEA en Buenos Aires, Argentina. En 1968 fue designado secretario técnico de la CAP, y en 1971 fue nombrado primer director general de estudios administrativos de la Secretaría de la Presidencia. En 1981 se recibió de doctor en administración pública, con mención honorífica, en la Facultad de Ciencias Políticas y Sociales de la UNAM. Fue presidente de la Asociación Latinoamericana de Administración Pública (ALAP), así como del Centro Latinoamericano de Administración para el Desarrollo (CLAD), lo que le permitió visitar casi todos los países de Hispanoamérica y el Caribe.
Desde 1965 hasta 1982 participó activamente en el programa de reforma administrativa del gobierno federal de México, y por más de 25 años fue profesor de administración pública en la Facultad de Ciencias Políticas y Sociales de la UNAM. En dicho período escribió varios libros sobre el tema de su especialidad, tanto referentes a la administración pública de México como a la de los países del área latinoamericana. La última de dichas publicaciones estuvo copatrocinada por la Organización de las Naciones Unidas, la cual en 2007 le encargó el estudio sobre la contribución de la ONU en materia de administración pública —de 1948 al 2008— para conmemorar los 60 años de la fundación de dicha organización mundial.
Fue secretario general del CONACYT  (1973-1976) y director general del ISSSTE (1977-1982). Estuvo a cargo del Consulado General de México para el Medio Oeste de los Estados Unidos, con sede en Chicago y fue representante permanente de México ante la Organización de Estados Americanos, en Washington D. C.
Fungió como coordinador general de la Comisión Mexicana de Ayuda a Refugiados (COMAR) (1995). Fue designado delegado político en la circunscripción de la delegación Cuauhtémoc del Distrito Federal (1996-1997). Ocupó el cargo de coordinador general de comunicación social del gobierno federal en la Secretaría de Gobernación de México (1997-1998), en la cual ejerció posteriormente el cargo de comisionado del Instituto Nacional de Migración (México) (1998-2000). Fue nombrado miembro del Patronato de la UNAM (2007-2011), y desde el 2008, es director general de la Fundación Miguel Alemán, A.C.

## Reconocimientos
Ha sido condecorado dos veces por el gobierno de Francia con la Medalla de la Legión de Honor, una en grado de Caballero y la otra de Gran Comendador.

## Obras
Entre otras es autor de:
- Administración Pública: Marco Internacional, 1967-1987, M.A. Porrua
- Las Empresas Públicas en México, en coautoría con Sergio García Ramírez, Editorial Miguel Ángel Porrúa
- El Dragón y el Unicornio: La Tensión del pensamiento entre las antiguas relaciones de sangre y las nuevas relaciones jurídico-estatales que surgieron con la civilización, 1982, prólogo de Carlos Fuentes, Editorial Cal y Arena.
- Charlas de café con Venustiano Carranza, 2009.[3]
- El ocaso de las reinas. La leyenda trágica del matriarcado en Tebas, 2012.[4]